# Sandy Hill (Bergsteigerin)
Sandra Hill (geboren am 12. April 1955, vormals Sandra Hill Pittman) ist eine Bergsteigerin, Autorin und ehemalige Moderedakteurin. Sie überlebte das Unglück am Mount Everest 1996, kurz nachdem sie als 34. Frau den Gipfel des Mount Everest und als zweite US-amerikanische Frau alle Seven Summits bestiegen hatte.

## Leben
Sandy Hill wuchs in Los Gatos, Kalifornien auf. Ihr Vater besaß ein Unternehmen, das mobile Toiletten an Baustellen vermietete. Sie schloss ein Studium an der UCLA ab, bevor sie für ihre erste Anstellung als Einkäuferin für das Kaufhaus Bonwit Teller nach New York zog. Nachdem sie einen Redakteur des Magazins Mademoiselle kennenlernt hatte, begann sie ihre zweite Anstellung als Merchandising Editor des Magazins, danach wurde sie Beautyredakteurin des Magazins Brides. Hill war danach bis 1986 als Präsidentin einer Abteilung „In Fashion“ des Konzerns RJR Nabisco tätig, wo sie Fernsehsendungen über Mode und Stil produzierte. Eine der Sendungen war Fashion America, dies war die erste Fernsehsendung, die Modekritik, Videos und Filmaufnahmen der Laufstege zeigte. Hill war außerdem als Redakteurin bei Vogue und Condé Nast Traveler tätig, weitere ihrer Artikel wurden in anderen Publikationen veröffentlicht.
Hill war kurzfristig mit Jerry Solomon verheiratet, der im Sport-Business arbeitete und zu dieser Zeit an der Columbia University studierte; das Paar ließ sich scheiden, als Hill 23 Jahre alt war. Solomon heiratete später die Eiskunstläuferin Nancy Kerrigan. Im Juli 1979 heiratete Hill den Mitgründer von MTV, Robert W. Pittman; zusammen haben sie einen Sohn, Robert T. „Bo“ Pittman. Das Paar ließ sich 1997 scheiden und Hill erhielt eine Scheidungssumme von 20 Millionen Dollar zugesprochen.
Hill traf den Snowboarder Stephen Koch, während sie im April 1996 den Mt. Everest bestieg. Sie lebten zusammen in New York bis 1997.
Im Jahr 1998 besuchte Hill die Columbia Graduate School of Architecture, Planning and Preservation in New York, um Denkmalpflege und Restaurierung zu studieren. Sie schloss ihr Studium im Jahr 2000 ab.

## Bergsteigen
Hill begann das Bergsteigen als Teenager; ihre erste Gipfelbesteigung war der Disappointment Peak im Teton Range mit 13. 1992 begann sie ihre Mission, als erste amerikanische Frau die Seven Summits zu besteigen, die höchsten Gipfel auf jedem Kontinent. Sie bestieg den Aconcagua (1992), Mount McKinley (1992), Vinson Massif (1993), Elbrus (1993), Kilimandscharo (1993), Mount Kosciuszko (1994), und Puncak Jaya (1995). Hill erreichte den Gipfel des Mount Everest im Jahr 1996 und wurde so die zweite US-amerikanische Frau, die die Seven Summits bestiegen hatte, nach Mary „Dolly“ Lefever.
Hill hatte bereits zweimal versucht, den Mount Everest zu besteigen, bevor sie im Jahr 1996 den Gipfel erreichte. Im Jahr 1993 erreichte sie eine Höhe von 7200 mit einer geführten Expedition, die der traditionellen South Col Route folgte. 1994 erhielt sie ein Firmensponsoring für den Versuch, das schwierige Kangshung Face zu klettern, persönlich begleitet von Alex Lowe, aber die Expedition wurde von einer drohenden Lawine aufgehalten.

### Das Unglück am Mount Everest 1996
Hill war eine der Überlebenden des Unglücks am Mount Everest. Für ihren dritten Versuch den Mount Everest zu besteigen, wurde sie Mitglied der Mountain Madness Expedition, diese angeführt von Scott Fischer. Sie hatte eine Übereinkunft mit NBC Interactive Media, die die Informationen für Schulkinder in den USA ausstrahlte, sie führte einen täglichen video blog und sprach über die Reise des Teams. Hills Team bewegte sich durch den südwestlichen Gebirgskamm, als der Sturm sie traf, und es für sie und ihr Team unmöglich wurde, darunter Tim Madsen und Charlotte Fox, ihr Camp zu finden (Camp IV). Die drei Bergsteiger wurden von Anatoli Bukrejew gerettet.
Die Todesfälle des Unglücks von 1996 wurden kontrovers in zahlreichen Zeitschriftenartikeln und Interviews mit Überlebenden diskutiert. Jon Krakauer, der zu der Expedition geschickt worden war, um von der Kommerzialisierung des Everest und der wachsenden Zahl reicher Reisender ohne Erfahrung zu berichten, erweiterte seinen Artikel von 1996 im Outside Magazine zu einem Buch mit demselben Titel Into Thin Air (1997). Hill und die anderen waren allerdings erfahrene Bergsteiger. Hill wies negative Kommentare verschiedener Medien von sich, darunter auch in einem Interview mit Newsweek, in dem sie aussagte: „Wir verhielten uns zu jeder Zeit wie ein Team.“ Da sie vor der Expedition in den Medien sehr sichtbar gewesen war, glaubte sie als „reiche New Yorkerin“ dargestellt worden zu sein, was „ein leichtes Feindbild“ gezeichnet habe.
In einem Interview im Jahr 2006 mit Outside verteidigte Hill Anatoli Nikolajewitsch Bukrejews Entscheidungen auf dem Everest und attackierte die Medien und verschiedene Autoren und Journalisten, die über das Unglück schrieben, und sagte, dass „das meiste, das 1996 berichtet wurde, vorurteilsbehaftet, sensationsgeil und übertrieben war — im besten Fall spannende Fiktion — aber kein Journalismus.“ Bukrejew wurde der David A. Sowles Memorial Award vom Alpine Club verliehen, und er beschrieb seine Geschichte im Buch The Climb: Tragic Ambitions on Everest (1997), es war zumindest teilweise eine Antwort auf Krakauers Bericht, in dem Krakauer einen Teil der Schuld auf Bukrejew, Hill und einige andere schob.
In der Augustausgabe 1997 der Vogue schrieb Hill über die gesamte Erfahrung und beschrieb im Detail ihre lange Geschichte als Kletterin und ihre Passion für das Bergsteigen, die sie in jungen Jahren entwickelt hatte. Sie sprach über die Schwierigkeiten, auf die sie traf, als sie die Seven Summits bestieg und die Gefahren, die sie während ihrer letzten Besteigung des Mount Everest bezwang.
Im Fernsehfilm Into Thin Air: Death on Everest (1997), der auf Krakauers Buch basiert, spielt Pamela Gien Sandy Hill.
David Breashears interviewte Hill im Dokumentarfilm Storm Over Everest (2008), der am 13. Mai 2008 vom Sender PBS Frontline ausgestrahlt wurde.
Im Film Everest von 2015 wurde Hill von Vanessa Kirby gespielt.

## Bücher
Hill ist die Hauptautorin des Buchs Fandango: Recipes, Parties, and License to Make Magic (2007), das über Sandy Hills Leben berichtet und verschiedene Kochrezepte, die zusammen mit Stephanie Valentine verfasst wurden, und Tipps für Dekorationen und das Organisieren von Partys, mit dem Beispiel der 18 Partys, die Hill entwarf und gab. Das Buch wurde von der The New York Times und anderen Autoren gelobt.
Hills zweites Buch Mountain: Portraits of High Places (2011), ist eine Sammlung von Fotografien und Bildern von Naturfotografen, darunter Galen Rowell, Peter Beard, Ansel Adams, und Frank Smythe.